# Мартен, Мари-Жозе
Мари-Жозе Мартен (фр. Marie-José Martin; род. в 1965 году в муниципалитете Ле-Седр, Квебек) — канадская конькобежка, специализирующаяся в шорт-треке. 4-хкратная чемпионка мира в эстафете. 

## Спортивная карьера
Мари-Жозе Мартен в 16 лет попала в национальную сборную и в 1981 году сразу выиграла золотую медаль в эстафете на первом официальном под эгидой ISU чемпионате мира в Медоне, следующие два чемпионата в Монктоне 1982 году и в Токио 1983 году также были золотые награды эстафеты. В апреле 1984 года на очередном мировом первенстве в английском Питерборо 1984 впервые взяла серебро в индивидуальном забеге на дистанции 1000 метров, а следом и золото в эстафете вместе с Натали Ламбер, Сильви Дэгль и Мариз Перро. В общем зачёте заняла 5-е место. 
В последнем своём сезоне в 1985 году Мари-Жозе принимала участие в универсиаде в итальянском Беллуно, где смогла выиграть бронзу на 1500 метров. Позже на чемпионате мира в Амстердаме стала серебряной медалисткой в эстафете  и заняла в общем зачёте 8-е место.